# Велико језеро (Мљет)
Велико језеро на острву Мљету (заправо, залив који је код Солина повезан са отвореним морем) настало је потапањем крашког поља. Велико језеро има површину од 1,45 км², највећа му је дужина 2,5 км, а ширина 1 км. Највећа дубина Великог језера износи 46 метара. Језеро se спаја са отвореним морем дугим и широким каналом, на месту које се зове Велики мост, а од тог се места шири у Солински канал и затим се спаја с отвореним морем. Велики мост је пре 1960. године био плићи и ужи него данас, што је резултовало стварањем јаке морске струје, која се мењала сваких шест сати. За време плиме или осеке струја је или улазила или излазила из језера. На том су месту бенедиктинци изградили млин, којег је покретала струја, и служио је за производњу соли (место Солине, у непосредној близини, по томе је добило име).
Велики мост је срушен 1958. године како би председник СФРЈ Јосип Броз Тито могао ући у језеро са својом јахтом.
На јужној страни језера налази се острвце Света Марија. Његова величина је 120 x 200 м. На њему су пронађени остаци римске грађевине, али је далеко најпознатији по бенедиктинском самостану који је изграђен кад су бенедиктинци дошли на одтрво у XII веку.
Велико и Мало језеро су природни феномен националног парка Мљет те уједно и најпосећеније место на Мљету.